# Jerzy Szmajdziński

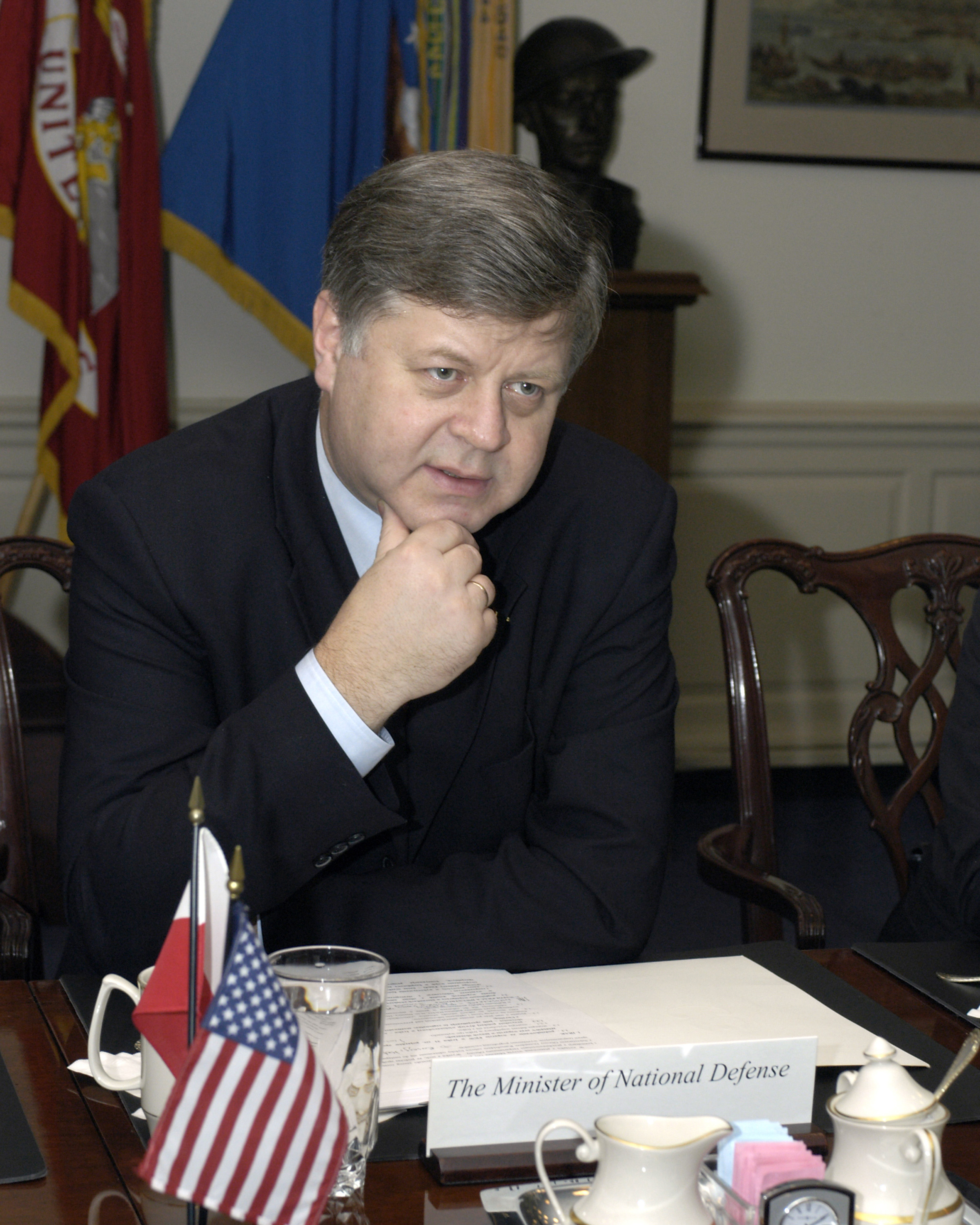
Jerzy Szmajdziński 2005

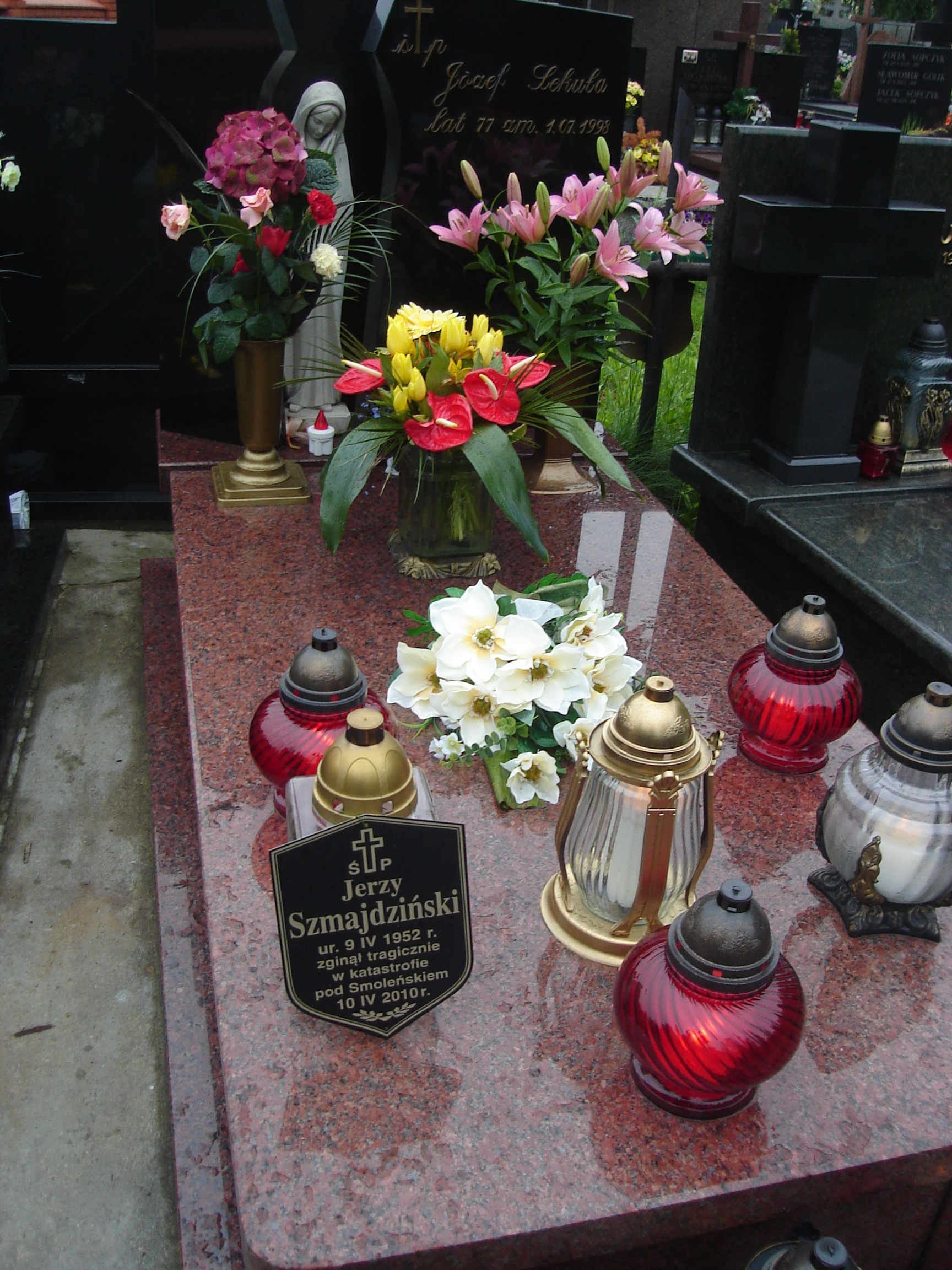

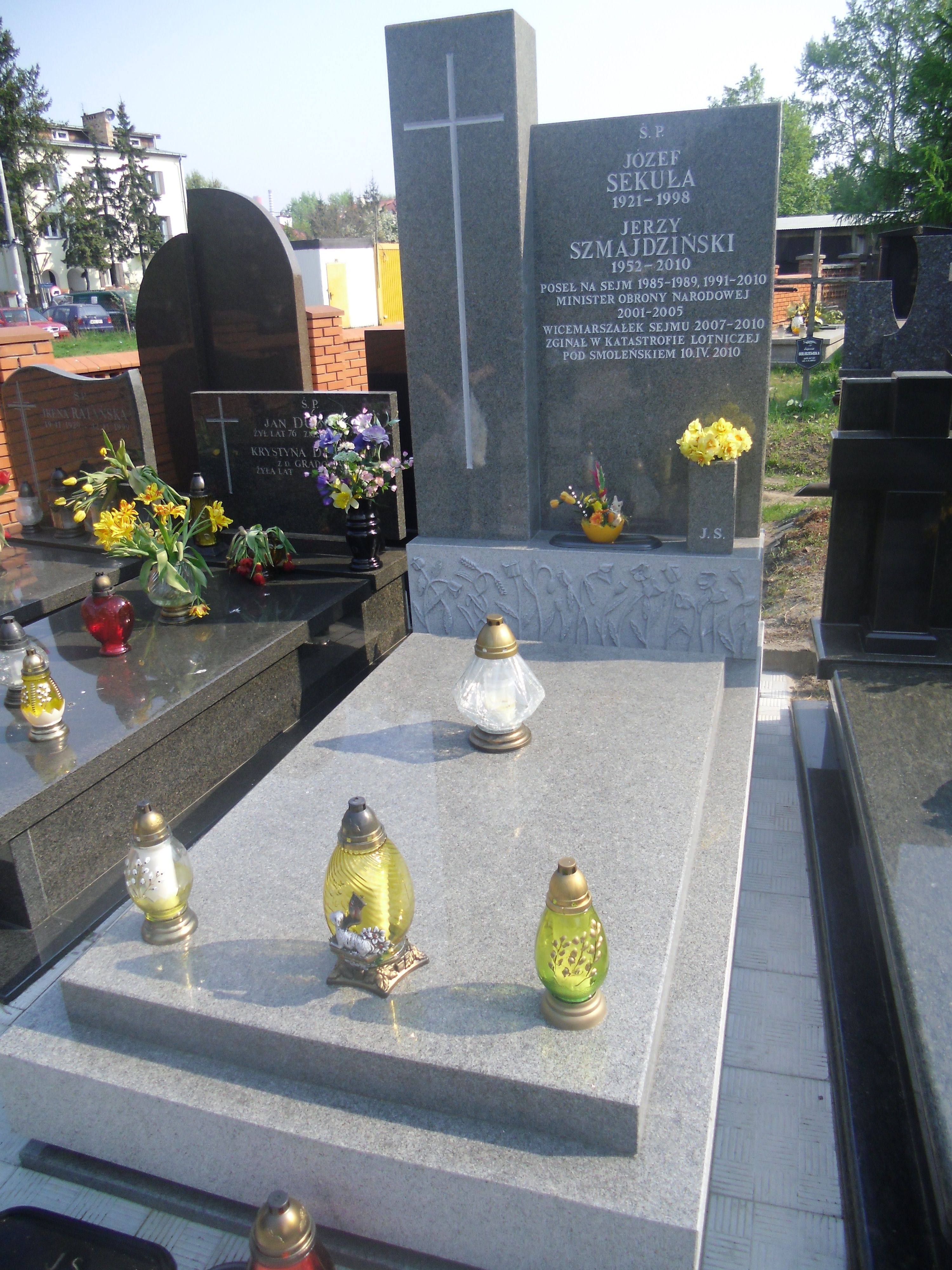

Jerzy Andrzej Szmajdziński (* 9. April 1952 in Breslau; † 10. April 2010 in Smolensk, Russland) war ein polnischer Politiker (PZPR, SLD), Abgeordneter des Sejm von 1985 bis 1989 in der IX. Wahlperiode der Volksrepublik und erneut ununterbrochen von 1991 bis zu seinem Tode in der I., II., III., IV., V. und VI. Wahlperiode der Dritten Republik. Er war vom 19. Oktober 2001 bis 31. Oktober 2005 polnischer Verteidigungsminister und seit dem 6. November 2007 stellvertretender Marschall des Sejm.

## Leben und Beruf
Szmajdziński schloss im Jahr 1975 ein Wirtschaftsstudium an der Wirtschaftsakademie Breslau ab. Von 1988 bis 1990 war er Vizepräsident des Polnischen Olympischen Komitees. Später war er Vorstandsmitglied der Basketballabteilung von Śląsk Breslau.
Am 10. April 2010 gehörte Szmajdziński zu einer polnischen Delegation um Staatspräsident Lech Kaczyński, die anlässlich des siebzigsten Jahrestages des Massakers von Katyn zur Gedenkstätte nach Russland reisen sollte. Bei einem Flugunfall der Delegation nahe dem Militärflugplatz Smolensk-Nord kam er jedoch gemeinsam mit weiteren hochrangigen Repräsentanten Polens ums Leben. Er wurde auf dem Friedhof im Warschauer Stadtteil Wilanów beigesetzt.
Er war mit Małgorzata Sekuła-Szmajdzińska verheiratet, die später ebenfalls Sejm-Abgeordnete wurde, und Vater einer Tochter und eines Sohnes.

## Politik
Szmajdziński war seit 1968 Mitglied des sozialistischen Jugendverbandes. Als Student gehörte er dem Hauptvorstand des sozialistischen Studentenverbandes an. 1973 wurde er Mitglied der Polnischen Vereinigten Arbeiterpartei (PZPR). Von 1985 bis 1989 war er Abgeordneter des Sejm der Volksrepublik. Dabei wurde er bei der unfreien Wahl 1985 auf der Einheitsliste, die von der PZPR kontrolliert wurde, gewählt. Von 1986 bis 1990 war er Mitglied im Zentralkomitee der PZPR. Von 1984 an war er in der Partei speziell für die Jugend zuständig. 1989 wurde er Vorsitzender des Zentralkomitees.
Nach der Auflösung der PVAP 1989 wurde Szmajdziński Mitglied der Partei Socjaldemokracja Rzeczypospolitej Polskiej (SdRP) und errang bei den Wahlen 1991 einen Sitz im Sejm. Bei den Wahlen 1993, 1997 und 2001 wurde er wiedergewählt. Seit 1999 war er Mitglied des Sojusz Lewicy Demokratycznej (SLD). Am 19. Oktober 2001 wurde er von Leszek Miller zum Verteidigungsminister berufen. Im April 2004 wurde er für zwei Wochen zusätzlich Minister für Inneres und Verwaltung, da der bis zu diesem Zeitpunkt für diese Ressort verantwortliche Józef Oleksy zum Sejmmarschall gewählt worden war. Er behielt seinen Posten als Verteidigungsminister auch in den beiden Regierungen von Marek Belka. Nach der Niederlage des SLD in den Parlamentswahlen vom 25. September 2005, bei der er selbst erneut ein Mandat errang, musste Szmajdzinski seinen Ministerposten aufgeben. Jerzy Szmajdziński war auch Mitglied im Wahlkomitee von Włodzimierz Cimoszewicz zu den Präsidentenwahlen von 2005.
In den Parlamentswahlen von 2007 wurde er von der Liste des Wahlbündnisses Lewica i Demokraci (LiD), an dem sich die SLD beteiligt hatte, erneut im Wahlbezirk Legnica in der Woiwodschaft Niederschlesien mit 42.724 Stimmen in den Sejm gewählt und war seit dem 6. November 2007 stellvertretender Marschall des Sejm. Am 22. April 2008 wurde Szmajdziński Mitglied der neugegründeten Fraktion Lewica. Ab dem 1. Juni 2008 bis zu seinem Tod war er stellvertretender Vorsitzender des SLD. Im Dezember 2009 wurde er zum Präsidentschaftskandidaten der SLD für die polnischen Präsidentschaftswahlen 2010 ernannt.

## Ehrungen
- 2002 Estnischer Orden des weißen Sterns I. Klasse[10]
- 2004 Knight Commander des Order of the British Empire[11]

Postum wurde Szmajdziński am 16. April 2010 das Komturkreuz mit Stern des Ordens Polonia Restituta (Krzyż Komandorski z Gwiazdą Orderu Odrodzenia Polski) verliehen. Zudem wurde er zum Ehrenbürger von Jelenia Góra (2002), Bolków (2004) sowie postum von Breslau, Legnica, Lubin und der Woiwodschaft Niederschlesien ernannt.